# مریرع دوم
| N5 · N37 | i | i | A51 |

| N5 · N37 | i | i | A51 |

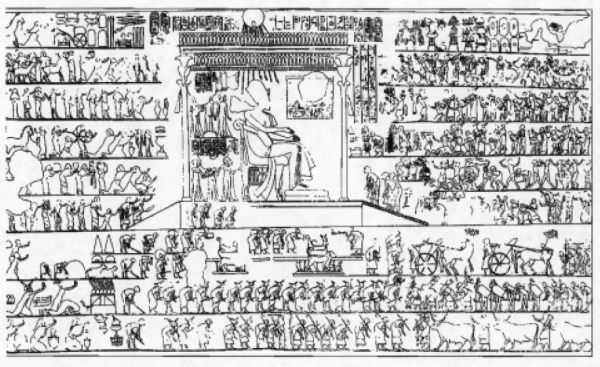
صحنهٔ باج‌وخراج‌دهی.

مریرع دوم (انگلیسی: Meryre II) کاتب، نجیب‌زاده، مباشر و پیشکار سلطنتی «ملکه نفرتیتی» در مصر باستان بود.
وی «سرپرست دو خزانه» و «سرپرست حرم‌سرای سلطنتی نفرتیتی» هم بود. با آنکه بقایای او هرگز کشف نشده است، اما آرامگاهش در عمارنه در مقبرهٔ شمارهٔ ۲ است. از لحاظ زمانی، این مقبره، آخرین باری است که در آن ذکری از فرعون آخناتون و خانوادهٔ امارنه به میان می‌آید که ماه دوم از سال دوازدهم حکفرمایی وی است.